# Rio Crepori
O rio Crepori é um rio do estado do Pará no centro-norte do Brasil. É um afluente do Rio Tapajós.